# Bergkameleon
De bergkameleon (Trioceros montium) is een hagedis uit de familie kameleons (Chamaeleonidae).

## Naam en indeling
De wetenschappelijke naam van de soort werd voor het eerst voorgesteld door Buchholz in 1874. Oorspronkelijk werd de wetenschappelijke naam Chamaeleo montium gebruikt. De soort is verwant aan andere bergsoorten uit Kameroen, zoals de vierhoornkameleon (Trioceros quadricornis), de kamkameleon (Trioceros cristatus) en verder aan de soorten Trioceros pfefferi en Trioceros wiedershami.

## Uiterlijke kenmerken
De mannetjes hebben twee hoorns op de kop en kammen op rug en staart. Ze worden in totaal ongeveer 25 cm lang. De vrouwtjes blijven gewoonlijk veel kleiner, hebben twee kegelvormige schubben in plaats van hoorns en ze missen de kam op de rug.
Worden ze bedreigd of zijn ze aan het baltsen, dan vertonen de mannetjes een contrastrijke tekening, onder meer met witte stippen op de kop. Beide seksen hebben vergrote schubben aan de flanken, die ook een contrasterende kleur kunnen aannemen.

## Voortplanting
De bergkameleon legt ongeveer vier legsels per jaar. Per legsel worden er gemiddeld acht eieren gelegd. De incubatietijd is 98 dagen.

## Verspreiding en habitat
De soort komt voor in delen van Afrika en leeft endemisch in Kameroen.
De habitat bestaat uit vochtige delen van tropische en subtropische bossen, agrarische gebieden maar ook in tuinen kan de hagedis worden gevonden. De bergkameleon is aangetroffen op een hoogte van ongeveer 700 tot 1900 meter boven zeeniveau.

## Beschermingsstatus
Door de internationale natuurbeschermingsorganisatie IUCN is de beschermingsstatus 'gevoelig' toegewezen (Near Threatened of NT).